# 페가소
페가소(Pegaso)는 스페인의 트럭, 버스, 트랙터, 무장 차량을 제조하는 스페인의 기업이다. 한동안 일부 스포츠카를 생산하기도 했다. 모회사 에나사는 1946년 설립되었으며 자동차 공학자 Wifredo Ricart의 감독 하에 옛 이스파노 수이자 공장에 기반을 두었다. 1990년, 이베코가 에나사를 인수하면서 '페가소'라는 이름은 이베코의 2차 브랜드가 되었다.
에나사는 국유 기업으로서 트럭과 버스 시장을 주 사업 분야로 두었다. 페가소는 유럽의 주도적인 산업차량 제조사들 중 하나가 되었으며 유럽, 라틴아메리카에 상당한 수출을 하였다. 베네룩스, 베네수엘라, 쿠바가 주요 외국 시장이었으며 이집트 육군으로의 전략 트럭 공급 계약이 1970년대 말에 이루어졌다.
주요 에나사 공장들은 바르셀로나, 마드리드, 바야돌리드에 위치했다. 1946년부터 1990년 사이 페가소가 생산한 차량 수는 350,000대 이상에 이른다. 한 해 최고 생산량은 26,000대가 넘으며 1974년에 달성했다.

## 제품 목록
민간
- 페가소 Z-102
- 페가소 Z-103
- 페가소 Z-207
- 페가소 Z-403
- 페가소 트로너(Pegaso Troner)

군용
- 페가소 BLR
- 페가소 BMR
- 페가소 VEC